# Código Internacional de Ética Médica
El Código Internacional de Ética Médica describe los deberes y obligaciones de los médicos de todo el mundo. Su aparición fue una respuesta a la experimentación nazi en seres humanos de los médicos durante la época del régimen nazi. Es una de las regulaciones éticas internacionales más importantes en la clínica y en la investigación médica y un documento fundamental de la Asociación Médica Mundial que nuclea a los médicos de todo el mundo.

## Historia
Durante la Segunda Guerra Mundial se realizaron reuniones en Londres en la sede de la  «British Medical Association», entre profesionales de distintos países, para debatir acerca de la práctica médica, sus problemas y dificultades.
En 1946 se realizó una conferencia a la que fueron invitados 31 países aunque sólo 29 participaron y se oficializó la fundación de la WMA (World Medical Asociation) o Asociación Médica Mundial.
En 1947 se juzgó, con el Código de Núremberg, a un grupo de médicos acusados de realizar experimentos caracterizados como crímenes contra la humanidad, cometidos contra prisioneros de guerra en campos de concentración nazis durante la Segunda Guerra Mundial. Esa fue la raíz de lo que luego sería conocido como el consentimiento informado. La Asociación Médica Mundial decidió asumir la responsabilidad de establecer las normas éticas para los médicos de todo el mundo. 
Un informe sobre «Crímenes de Guerra y la Medicina» recibido en la 2º Asamblea General hizo que se decidiera nombrar un Comité de estudio para preparar un Código Internacional de Ética Médica, cuyo primer boceto fue presentado el primer semestre de 1949. El Consejo estimó que el proyecto estaría incompleto sin el texto de un juramento hipocrático. Se redactó la Declaración de Ginebra  y el proyecto con los arreglos fue llevado a la 3º Asamblea General. 
En octubre de 1949, fue adoptado el primer Código Internacional de Ética Médica por la 3.ª Asamblea General de la Asociación Médica Mundial en Londres. Su primera enmienda se realizó durante la 22.ª Asamblea Médica Mundial en agosto de 1968 en Sídney. La segunda se realizó durante la 35.ª Asamblea Médica Mundial en octubre de 1983 en Venecia. En 2006 hubo una tercera enmienda en la Asamblea General 58 en Pilanesberg, en la Provincia del Noroeste de Sudáfrica.
Los experimentos de los médicos nazis no fueron los únicos. En 1845, el ginecólogo Sims, creador del espéculo, estableció un hospital privado para mujeres en Alabama y realizó múltiples cirugías experimentales con esclavas negras sin anestesia. En 1900, médicos estadounidenses infectaron con la peste bubónica a 5 presos en Filipinas para experimentar, algunos de los cuales murieron. En 1906 Richard Strong, de la Universidad de Harvard, infectó a 24 presos para investigar los efectos del cólera. 
En 1911 el doctor Hideyo Noguchi infectó de sífilis a 146 pacientes del Instituto Rockefeller para la Investigación Médica, algunos de los cuales eran niños, para estudiar la parálisis general progresiva. 
En 1913 los médicos experimentaron una nueva vacuna en 15 niños de un hogar infantil en Filadelfia, varios de los cuales perdieron la vista.
En 1915, el doctor Joseph Goldberger infectó a 12 presos de un penal de Misisipi para probar otra. 
Durante la segunda guerra sino-japonesa y la Segunda Guerra Mundial, el Escuadrón 731 del Ejército Imperial Japonés investigó con prisioneros contagiándolos de sífilis y gonorrea para estudiar los efectos de las mismas al no ser tratadas.
En 1932 había comenzado el Experimento Tuskegee, que llevó a la muerte a numerosos pacientes de sífilis. Además, como consecuencia del estudio, 9 niños nacieron con sífilis congénita.
Entre 1941 y 1944 los médicos alemanes infectaron deliberadamente a prisioneros de los campos de concentración con enfermedades contagiosas, experimentaron distintos tipos de esterilización sin anestesia y realizaron el seguimiento de los efectos de la inanición.
Entre 1946 y 1948 el doctor estadounidense John Charles Cutler junto con el gobierno de Estados Unidos y funcionarios de salud guatemaltecos realizaron un experimento en Guatemala para investigar la progresión natural de la sífilis y la eficacia de la penicilina en pacientes ya infectados pero también en pacientes que contagiaron a propósito, entre ellos soldados, prostitutas, presos y pacientes de salud mental. Por lo menos 83 personas murieron como consecuencia de los experimentos.
En 1940 médicos del ejército estadounidense experimentaron con presos de la penitenciaría de Stateville en Illinois contagiándolos de malaria.
El Código Internacional de Ética Médica fue la primera mención legal a que el médico debe respetar los derechos de sus pacientes y que su obligación primordial es la de preservar la vida humana.

## Deberes de los médicos en general
- El médico debe mantener siempre el más alto nivel de conducta profesional.[6]
- El médico no debe permitir que motivos de ganancia influyan el ejercicio libre e independiente de su juicio profesional de sus pacientes.
- El médico debe en todos los tipos de práctica médica, dedicarse a proporcionar un servicio médico competente, con plena independencia técnica y moral, con compasión y respeto por la dignidad humana.
- El médico debe tratar con honestidad a pacientes y colegas, y esforzarse por denunciar a los médicos débiles de carácter o deficientes en competencia profesional, o a los que incurran en fraude o engaño.
- Las siguientes prácticas se consideran conducta no ética:

1. ) La publicidad hecha por el médico, a menos que esté autorizada por las leyes del país y el Código de Ética Médica de la asociación médica nacional.
2. ) El pago o recibo de cualquier honorario con el solo propósito de obtener un paciente o recetar, o enviar a un paciente a un establecimiento.

- El médico debe respetar los derechos del paciente, de los colegas y de otros profesionales de la salud, y debe salvaguardar las confidencias de los pacientes.
- El médico debe actuar sólo en el interés del paciente cuando preste atención médica que pueda tener el efecto de debilitar la condición mental y física del paciente.
- El médico debe obrar con suma cautela al divulgar descubrimientos o nuevas técnicas, o tratamientos a través de canales no profesionales.
- El médico debe certificar sólo lo que él ha verificado personalmente.

## Deberes de los médicos hacia los pacientes
- El médico debe recordar siempre la obligación de preservar la vida humana.
- El médico debe a sus pacientes todos los recursos de su ciencia y toda su lealtad. Cuando un examen o tratamiento sobrepase su capacidad, el médico debe llamar a otro médico calificado en la materia.
- El médico debe guardar absoluto secreto de todo lo que se le haya confiado, incluso después de la muerte del paciente.
- El médico debe prestar atención de urgencia como deber humanitario, a menos de que esté seguro que otros médicos pueden y quieren prestar dicha atención.

## Deberes de los médicos entre sí
- El médico debe comportarse hacia sus colegas como él desearía que ellos se comportasen con él.
- El médico no debe atraer los pacientes de sus colegas.
- El médico debe observar los principios de la «Declaración de Ginebra».

## Declaración de Ginebra
Un juramento médico fue aprobado por la Asociación Médica Mundial y la Asamblea decidió llamarlo «Declaración de Ginebra», por el cual en el momento de ser admitido como miembro de la profesión, el médico debe realizar el siguiente juramento:

Prometo solemnemente consagrar mi vida al servicio de la humanidad, otorgar a mis maestros el respeto y gratitud que merecen, Ejercer mi profesión a conciencia y dignamente, Velar ante todo por la salud de mi paciente, Guardar y respetar los secretos confiados a mí, incluso después del fallecimiento del paciente, Mantener incólume, por todos los medios a mi alcance, el honor y las nobles tradiciones de la profesión médica, Considerar como hermanos y hermanas a mis colegas, No permitiré que consideraciones de afiliación política, clase social, credo, edad, enfermedad o incapacidad, nacionalidad, origen étnico, raza, sexo o tendencia sexual se interpongan entre mis deberes y mi paciente, Velar con el máximo respeto por la vida humana desde su comienzo, incluso bajo amenaza, y no emplear mis conocimientos médicos para contravenir las leyes humanas, Hago estas promesas solemne y libremente, bajo mi palabra de honor.